# Hedwig Hintze

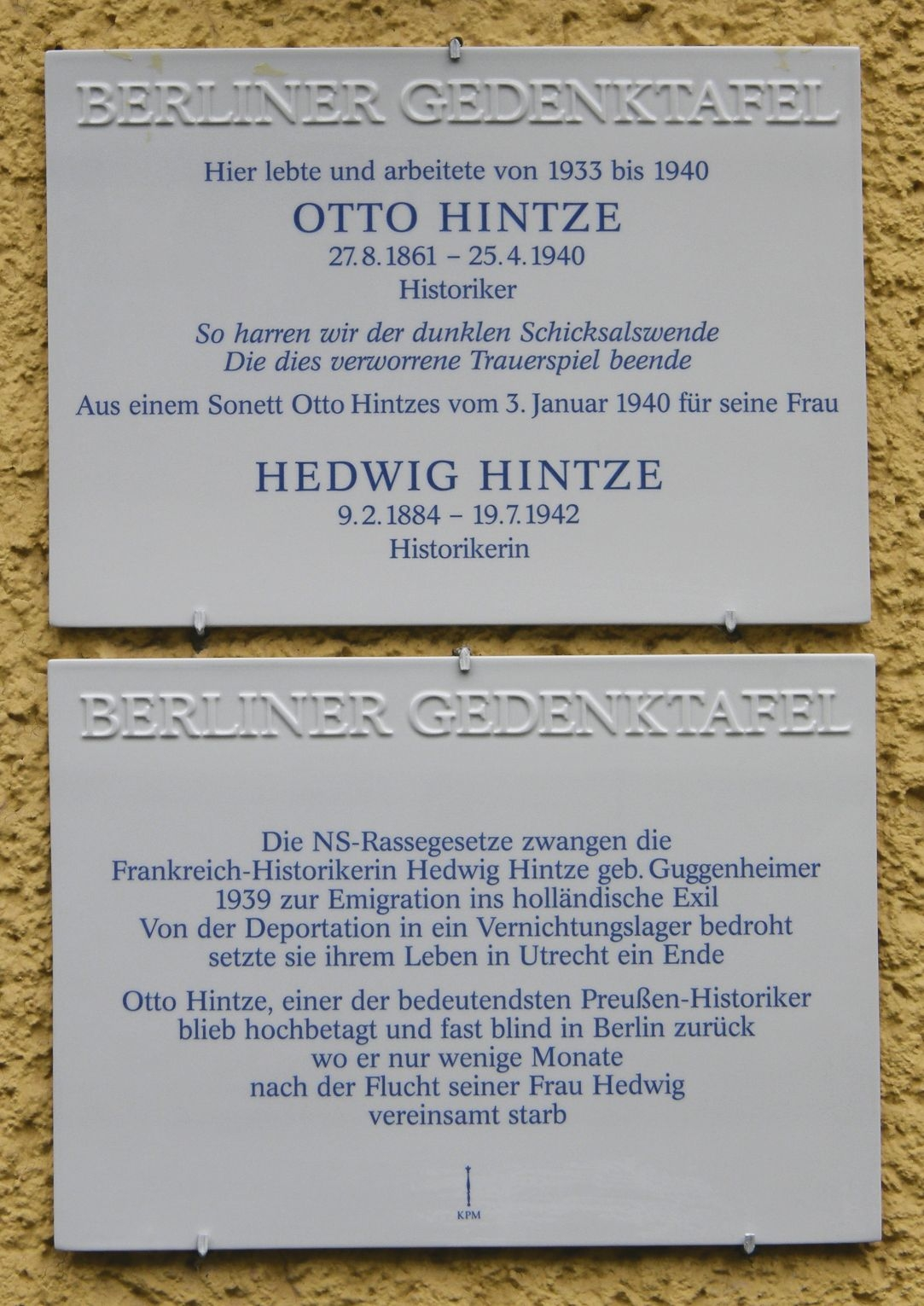
Gedenktafel für Hedwig Hintze in Berlin

Hedwig Hintze (* 6. Februar 1884 in München als Hedwig Guggenheimer; † 19. Juli 1942 in Utrecht) war eine der ersten Historikerinnen Deutschlands und die zweite mit dem Abschluss der Habilitation. Ihr Spezialgebiet war die Geschichte der Französischen Revolution und deren Verfassungsgeschichte sowie die französische und deutsche Geschichtsschreibung zu diesem Thema. Sie lehrte an der Friedrich-Wilhelms-Universität Berlin und gehörte zum Mitarbeiterstab des wichtigsten deutschen Fachorgans Historische Zeitschrift (HZ). 1933 wurden ihr mit Bezug auf ihre jüdische Herkunft die Lehrbefugnis und die Mitarbeit an der HZ entzogen, eine wissenschaftliche Arbeit in Deutschland war nicht mehr möglich. Es folgten Jahre des Exils.

## Leben

### Ausbildung
Hedwig Hintze war die Tochter des Bankiers Moritz Guggenheimer (1825–1902) und seiner Frau Helene geborene Wolff. Der Vater war Aufsichtsratsvorsitzender der Brauerei Löwenbräu, Stadtverordnetenvorsteher, erster Vorsitzender der Handels- und Gewerbekammer Oberbayern und spielte eine Rolle im wirtschaftlichen und politischen Leben in München. Hedwig erhielt zunächst Privatunterricht, ab 1895 besuchte sie eine höhere Mädchenschule in München. Daneben wurde sie privat in Staaten-, Kunst- und Literaturgeschichte unterrichtet. Einige Aufenthalte im französischsprachigen Ausland erhöhten ihre Qualifikation so, dass sie 1901 die bayerische Staatsprüfung zur Französischlehrerin ablegen konnte. Im Herbst 1901 ging sie für ein Jahr an ein Mädcheninternat nach Brüssel. 1904 wurde sie Gasthörerin an der Universität München und hörte kulturwissenschaftliche Vorlesungen. 1908 zog sie nach Berlin, nachdem das Frauenstudium zugelassen wurde, und legte dort als eine der ersten Frauen zunächst ihr Abitur ab.
Ab 1910 studierte Hedwig Hintze Geschichte, Nationalökonomie und Germanistik an der Friedrich-Wilhelms-Universität Berlin. Für ihren Lebensweg wurde der Besuch der Veranstaltungen des bekannten Historikers der preußischen Verfassung, Otto Hintze, bedeutsam. 1912 heiratete sie den 23 Jahre älteren Hintze. Ihr Studium erfuhr wiederholt Unterbrechungen für einige Jahre. Während des Ersten Weltkriegs arbeitete sie zeitweise beim Roten Kreuz und musste sich mehrfach zwischen 1918 und 1920 der Pflege ihres häufig und schwer erkrankten Mannes widmen. In Vorlesungen hörte sie unter anderem Ernst Troeltsch. Neben Vorlesungen ihres Mannes besuchte sie auch Veranstaltungen von Friedrich Meinecke über das Zeitalter der Französischen Revolution und der Befreiungskriege und beschäftigte sich bei Heinrich Herkner mit der Nationalökonomie. Ihre Professoren gehörten zu den wenigen eher liberalen Hochschullehrern. In Verbindung der politischen mit der Verfassungsgeschichte entstand ihr Promotionsthema, die Municipalgesetzgebung der Constituante. Diese Arbeit konnte sie 1924 zur Promotion einreichen. Ihr Doktorvater war Friedrich Meinecke. Am 24. Juni 1924 erhielt die Kandidatin Frau Geh. Rat Hintze die Promotionsurkunde mit dem Prädikat Summa cum laude.

### Historikerin in Berlin bis 1933
Hedwig Hintzes Doktorarbeit war Teil eines großen Forschungsvorhabens zur französischen Verfassungs- und Revolutionsgeschichte, das sie weiter betrieb, um habilitiert zu werden. Wichtige Einflüsse bei dieser Arbeit erfuhr sie von ihrem Mann Otto Hintze, der sie in ihren Vorhaben immer sehr unterstützte. Auf Grund von jahrelangen Vorarbeiten konnte sie die Habilitationsschrift schon 1928 einreichen. 1929/1930 verbrachte sie einen Forschungsaufenthalt bei Albert Mathiez an der Sorbonne in Paris, der sie durch seine Persönlichkeit wie durch seine Arbeitsweise tief beeindruckte.
In der Zwischenzeit publizierte sie auch viele Aufsätze in Zeitschriften und Büchern. So schrieb sie die Einleitung zu Alphonse Aulards Geschichte der Französischen Revolution. Hintze schrieb auch in sozialistischen Zeitschriften, vor allem in dem Theorieorgan der SPD Die Gesellschaft, in den Sozialistischen Monatsheften oder dem Fachorgan Die Justiz. Sie hatte keinerlei Berührungsängste mit linken Publikationsorganen. Sie hatte eine etwas andere Sichtweise auf die Geschichte Deutschlands als viele ihrer Kollegen von der Historikerzunft. Viele Ideen teilte sie mit ihrem großen politischen Vorbild Hugo Preuß. Im Gegensatz zum Gros der konservativen Historiker bejahte sie die Verfassung von Weimar, die Preuß entworfen hatte. Diese demokratischen Ideen vertrat sie überzeugt und gekonnt gegen manche konservative Vertreter ihres Faches. Eine Mitarbeit an der Historischen Zeitschrift wurde ihr angeboten, sie betreute dort den Rezensionsteil und schrieb selber unzählige Fachrezensionen. Nach ihrer Habilitation lehrte sie an der Berliner Universität und führte dort bis dato wenig beachtete Themen wie die Geschichtsschreibung der Moderne ein. Ihr lag daran, ein vertieftes Verständnis der modernen französischen Geschichtsschreibung in der deutschen Historikerszene und in der Ausbildung der Studierenden zu etablieren.

### Hedwig Hintzes Schicksal nach der nationalsozialistischen Machtergreifung
1933 wurde ihr als Jüdin im nationalsozialistischen Deutschland die Lehrberechtigung entzogen. Auch ihre Mitarbeit bei der Historischen Zeitschrift musste sie 1933 aufgeben, als der federführende Herausgeber Friedrich Meinecke die Unabhängigkeit seiner Zeitschrift mit der Entlassung jüdischer Mitarbeiter erreichen wollte. Otto Hintze als jahrelanger Mitherausgeber schrieb daraufhin an Meinecke, er werde mit sofortiger Wirkung seine Herausgeberschaft beenden, um jeden „Anschein von Zugeständnissen“ gegenüber der nationalsozialistischen Kulturpolitik zu vermeiden.
Nach einem Forschungsaufenthalt in Paris kehrte Hedwig Hintze 1935 nach Berlin zurück und emigrierte nach den Erfahrungen des Jahres 1938 ein Jahr später endgültig in die Niederlande. Kurz nachdem ihr Mann in Berlin gestorben war – am 25. April 1940 –, erhielt sie am 4. Oktober 1940 einen Ruf an die University in Exile an der New School for Social Research in den USA. Ihre Stelle war durch die Rockefeller-Foundation finanziert. Das Universitätskomitee, das sich mit ihrer Berufung beschäftigte, erwartete ihr Eintreffen im Frühjahr 1941. Das Komitee hielt sie für eine der besten Historikerinnen Europas. Hintze hatte Referenzen von Historikerkollegen, die von ihrer Tätigkeit eine Bereicherung der US-amerikanischen Geschichtswissenschaft erwarteten. In der Zwischenzeit hatte das Deutsche Reich die Niederlande im Westfeldzug überfallen und am 14. Mai 1940 besetzt. Da sofort die Verfolgung der Juden in den Niederlanden einsetzte, konnte Hintze das Land nicht mehr verlassen. Die aus Deutschland geflohenen Emigranten waren besonders im Visier der Gestapo. Und für Hedwig Hintze war mit dem Tod ihres Mannes der nur relativ geschützte Status als in einer sogenannten Mischehe lebend beendet. Sie lebte in der Umgebung von Utrecht, befreundet mit einem Kreis anderer deutscher Emigranten jüdischer Herkunft. Sie war zumeist völlig mittellos und war auf Hilfe durch Freunde angewiesen. Am 26. November 1941 erschien eine Verordnung, der zufolge das Vermögen von Juden, die ihren Aufenthalt im Ausland hatten, zugunsten des Deutschen Reiches verfiel. Damit verlor Hedwig Hintze alle Ansprüche auf die Witwenrente, die ihr zustand und um die sie seit dem Tod ihres Mannes kämpfte. Im April 1942 versuchte Hintze, mit Hilfe des befreundeten Schweizer Historikers Edgar Bonjour in die Schweiz auszuwandern. Aber die Schweiz lehnte das Gesuch ab. Am 27. April 1942 verkündete der „Generalkommissar für das Sicherheitswesen“ und „Höherer SS- und Polizeiführer“ „Nordwest“ beim „Reichskommissar für die besetzten Niederlande“ Hans Albin Rauter die Verpflichtung über die Kennzeichnung der Juden, also den Zwang, den Judenstern zu tragen. Am 4. Juni erhielt Hintze die Aufforderung, am 10. Juni alles in ihrem Besitz befindliche Silber, eine Teedose und sechs Silberlöffel, entschädigungslos bei der deutschen Agentur für Enteignungen, der „Raubbank“ Lippmann, Rosenthal & Co, in Amsterdam abzuliefern. In ihrem letzten Brief an den Schweizer Freund Edgar Bonjour vom 6. Juli 1942 deutete sie einen Selbstmord an. Am 15. Juli fand der erste Abtransport von Juden zum Durchgangslager Westerbork statt, von dem aus die Züge in die Vernichtungslager im Osten starteten – vermutlich ohne Kenntnis Hintzes darüber. Am 19. Juli 1942 starb Hedwig Hintze im Krankenhaus Utrecht. Bis 2004 ging die Historikerschaft im Falle Hedwig Hintzes auf Grundlage der Aussage einer niederländischen Bekannten Hedwig Hintzes von einer Selbsttötung aus Verzweiflung aus. 2003 fand ein Forscher in Großbritannien, Volkmar Felsch, die Tagebücher eines Freundes von Hedwig Hintze, des ebenfalls emigrierten und 1944 im Ghetto Theresienstadt gestorbenen Aachener Mathematikers Otto Blumenthal. In diesen Tagebüchern fand man im Jahr 2005 den Bericht Blumenthals über einen krankheitsbedingten Tod auf Grund einer bestehenden Herzschwäche Hedwig Hintzes, den er in einem privaten Gespräch mit einer Krankenschwester erfahren haben soll. Da unsicher ist, ob die Ermittlungen Blumenthals zutreffend sind, ist die Todesursache heute nicht gänzlich aufzuklären.

### Gedenken an Hedwig Hintze
Die vermutlich erste Würdigung nach dem Ende des Nationalsozialismus erfuhr Hedwig Hintze 1975 durch den DDR-Historiker Hans Schleier in seinem Buch über die bürgerliche Geschichtsschreibung der Weimarer Republik. 1996 wurde in Bremen die Hedwig-Hintze-Gesellschaft für historische Forschung und Bildung e. V. gegründet, die ihre Geschäftsstelle und ein Hedwig Hintze-Institut an der Universität Bremen hat. Ziel der Gesellschaft ist es, das Leben, Werk und die Wirkung der Historikerin Hedwig Hintze zu dokumentieren. Außerdem verleiht der Verband der Historiker und Historikerinnen Deutschlands im Gedenken an Hedwig Hintze den Hedwig-Hintze-Preis. Der Hedwig-Hintze-Preis ist mit 7.000 € dotiert. Der Preis des Verbandes richtet sich an jüngst Promovierte und wird für eine hervorragende Dissertation aus dem Gesamtbereich der Geschichtswissenschaft vergeben. Zusätzlich gibt es seit 2000 noch den „Hedwig–Hintze–Frauenförderpreis am Fachbereich Geschichte- und Kulturwissenschaft“ der Freien Universität Berlin, der mit 1000 € dotiert ist.

## Schriften (Auswahl)
- Die Municipalgesetzgebung der Constituante. Dissertation der Philosophischen Fakultät Berlin. 1924. Der Text bildet später ein Kapitel der Habilitationsschrift Staatseinheit und Föderalismus im alten Frankreich und in der Revolution. s. u.
- Einleitung zu: François-Alphonse Aulard: Politische Geschichte der französischen Revolution. Entstehung und Entwicklung der Demokratie und der Republik 1789–1804, München 1924.
- Der französische Regionalismus. In: Volk unter Völkern (= Bücher des Deutschtums, Band 1). Für den Deutschen Schutzbund […] herausgegeben von Dr. K. C. v. Loesch, Breslau 1925, S. 349–367.
- Hugo Preuß: Verfassungspolitische Entwicklungen in Deutschland und Westeuropa. Historische Grundlegung zu einem Staatsrecht der Deutschen Republik. Aus dem Nachlaß. Hrsg. und eingeleitet von Hedwig Hintze. Carl Heymann, Berlin 1927.
- Der deutsche Einheitsstaat und die Geschichte. In: Justiz. Zeitschrift für die Erneuerung des deutschen Rechtwesens 3 (1928), S. 431–447.
- Staatseinheit und Föderalismus im alten Frankreich und in der Revolution. DVA, Stuttgart 1928. Habilitationsschrift, Universität Berlin, 1928. Nachdruck:
  - Staatseinheit und Föderalismus im alten Frankreich und in der Revolution. Unveränderter Nachdruck der Ausgabe Stuttgart 1928 mit einer neuen Einleitung von Rolf Reichardt, Suhrkamp, Frankfurt a. M. 1989, ISBN 3-518-40172-6.
- Otto Hintze und Hedwig Hintze: „Verzage nicht und laß nicht ab zu kämpfen …“. Die Korrespondenz 1925–1940. Bearb. von Brigitta Oestreich. Hrsg. v. Robert Jütte und Gerhard Hirschfeld, Klartext, Essen 2004, ISBN 3-89861-142-6.

## Sekundärliteratur (in Auswahl)
- Hinnerk Bruhns: Hedwig Hintze (1884–1942). Une historienne en avance sur son temps, un destin tragique, une reconnaissance tardive. In: Un siècle d’historiennes. Sous la direction d’André Burguière et de Bernard Vincent. Editions des femmes – Antoinette Fouque, Paris 2014, ISBN 978-2-7210-0634-9, S. 97–115.
- Heike Brandstätter: Hedwig Hintze –  Kleine Schriften. Versuch einer Lektüre. In: Annali dell'Istituto Storico-Germanico in Trento. Band 22, 1996, S. 421–432.
- Elisabeth Dickmann: Hedwig Hintze (1884–1942). Bibliografie. 2. überarb. Aufl. Berlin: Trafo-Verlag 2017 (= Schriften des Hedwig Hintze-Instituts Bremen. Band 1).
- Elisabeth Dickmann: Die Historikerin Hedwig Hintze (1884–1942). Kein Ort – nirgends. In: Elisabeth Dickmann und Eva Schöck-Quinteros (Hrsg.): Barrieren und Karrieren. Die Anfänge des Frauenstudiums in Deutschland. Berlin: Trafo-Verlag 2000 (= Schriftenreihe des Hedwig Hintze-Instituts Bremen. Band 5), S. 45–60.
- Elisabeth Dickmann: Das politische Selbstverständnis im Leben und Werk der Historikerin Hedwig Hintze. In: Beiträge zur Geschichte der Arbeiterbewegung, Jg. 44,2, 2002, S. 119–140.
- Bernd Faulenbach: Hedwig Hintze-Guggenheimer (1884–1942). Historikerin der Französischen Revolution und republikanische Publizistin. In: Barbara Hahn (Hrsg.): Frauen in den Kulturwissenschaften. Von Lou Andreas-Salomé bis Hannah Arendt, München 1994, S. 136–151, 325–330.
- Marianne Goch: Hedwig Hintze, deutsche Historikerin. In: Luise F. Pusch und Susanne Gretter (Hrsg.): Berühmte Frauen. 300 Portraits. 1, Frankfurt, Leipzig: Insel Verlag 1999.
- Reimer Hansen, Wolfgang Ribbe (Hrsg.): Geschichtswissenschaft in Berlin im 19. und 20. Jahrhundert. Berlin: de Gruyter 1992. Reprint 2012.
- Hintze, Hedwig. In: Lexikon deutsch-jüdischer Autoren. Band 11: Hein–Hirs. Hrsg. vom Archiv Bibliographia Judaica. Saur, München 2002, ISBN 3-598-22691-8, S. 365–371.
- Robert Jütte: Hedwig Hintze (1884–1942) – Die Herausforderung der traditionellen Geschichtsschreibung durch eine linksliberale jüdische Historikerin. In: Walter Grab: Juden in der deutschen Wissenschaft. Nateev Pr. and Publ. Enterprises, Tel-Aviv 1986, Tagungsband eines gleichnamigen Internationalen Symposiums an der Universität Tel-Aviv, Institut für Deutsche Geschichte, im April 1985. Leitung durch Walter Grab (= Jahrbuchs des Instituts für Deutsche Geschichte an der Universität Tel Aviv/Israel. Beiheft 10).
- Robert Jütte und Gerhard Hirschfeld: Otto Hintze und Hedwig Hintze. „Verzage nicht und lass nicht ab zu kämpfen...“ Die Korrespondenz 1925–1940. Bearb. von Brigitta Oestreich. Essen: Klartext Verlag 2004 (= Schriften der Bibliothek für Zeitgeschichte. Neue Folge. Band 17).
- Steffen Kaudelka und Peter Th. Walther: Neues und neue Archivfunde über Hedwig Hintze (1884–1942). In: Jahrbuch für Universitätsgeschichte 2, 1999, S. 203–218.
- Steffen Kaudelka: Rezeption im Zeitalter der Konfrontation – französische Geschichtswissenschaft und Geschichte in Deutschland 1920–1940. Vandenhoeck und Ruprecht, Göttingen 2002, ISBN 3-525-35184-4 (= Veröffentlichungen des Max-Planck-Instituts für Geschichte Göttingen, Bd. 186).
- Steffen Kaudelka: Hedwig Hintze und Hugo Preuß. Auf der Suche nach einem neuen Verständnis nach demokratischer Selbstregierung und Nation in europäischer Dimension. In: Christoph Müller (Hrsg.): Gemeinde, Stadt, Staat. Aspekte der Verfassungstheorie von Hugo Preuß. Baden-Baden: Nomos Verlag 2005, S. 101–120.
- Karl Korsch: Das Problem Staatseinheit – Föderalismus in der französischen Revolution. In: Archiv für die Geschichte des Sozialismus und der Arbeiterbewegung (Grünberg-Archiv). 15, 1930, Nachdruck 1966, S. 126–146.
- Wolfgang A. Mommsen: Die Nachlässe in den deutschen Archiven und Bibliotheken. Boppard: Harald Boldt Verlag 1971.
- Brigitta Oestreich: Hedwig und Otto Hintze. Eine biographische Skizze. In: Geschichte und Gesellschaft. Bd. 11 (1985), S. 397–419.
- Brigitta Oestreich: Hedwig Hintze, geborene Guggenheimer (1884–1942). Wie wurde sie Deutschlands bedeutendste Fachhistorikerin? In: Jahrbuch des Italienisch-Deutschen Historischen Instituts in Trient 22 (1996), S. 421–432.
- Sylvia Paletschek: Ermentrude und ihre Schwestern. Die ersten habilitierten Historikerinnen in Deutschland. In: Henning Albrecht u. a. (Hrsg.): Politische Gesellschaftsgeschichte im 19. und 20. Jahrhundert. Festgabe für Barbara Vogel. Hamburg: Krämer 2006, S. 175–187.
- Hans Schleier: Die bürgerliche deutsche Geschichtsschreibung der Weimarer Republik. I. Strömungen – Konzeptionen – Institutionen; II. Die linksliberalen Historiker. Berlin-Ost, Akademie der Wissenschaft der DDR, 1974. Ausgabe in einem Buch (Zugleich: Hochschulschrift, Dissertation B, 1974. Hier besonders auch der Abschnitt Hedwig Hintze, S. 272–302).
- Eva Schöck-Quinteros: Unbekannte Briefe Hedwig Hintzes an Karl Kautsky. Vortrag bei der Hedwig Hintze-Gesellschaft Bremen, Bremen 2019.
- Erika Schwarz: Hedwig Hintze. In: Edeltraud Krüger (Hrsg.): Berliner Historiker: die neuere deutsche Geschichte in Forschung und Lehre an der Berliner Universität. Berlin: Humboldt-Universität 1985.
- Heinz Sproll: Französische Revolution und Napoleonische Zeit in der historisch-politischen Kultur der Weimarer Republik. Geschichtswissenschaft und Geschichtsunterricht 1918–1933. München: Vögel 1992.
- Inge Stephan: Das Schicksal der begabten Frau im Schatten berühmter Männer. Darin: Leben und Werk von Hedwig Guggenheimer-Hintze (1884–1942). Stuttgart: Kreuzverlag 1989, S. 143–156.
- Peter Th. Walther: Werkstattbericht: Hedwig Hintze in den Niederlanden 1939–1942. In: Marc Schalenberg und Peter Th. Walther (Hrsg.): Immer im Forschen bleiben. Rüdiger von Bruch zum 60. Geburtstag. Stuttgart: Steiner 2004, S. 425–433.
- Peter Th. Walther: Hedwig Hintze in den Niederlanden 1939–1942. Ein Werkstattbericht. In: Deutsche Historiker im Exil (1933–1945). Ausgewählte Studien. Hrsg. von Mario Kessler. Berlin: Metropol 2005, S. 197–222.
- Peter Th. Walther: Die Zerstörung eines Projekts: Hedwig Hintze, Otto Hintze und Friedrich Meinecke. In: Gisela Bock, Daniel Schönpflug (Hrsg.): Friedrich Meinecke in seiner Zeit. Studien zu Leben und Werk. Stuttgart: Steiner 2006, S. 119–144.